# Condylostylus brevipedis
Condylostylus brevipedis är en tvåvingeart som beskrevs av Van Duzee 1931. Condylostylus brevipedis ingår i släktet Condylostylus och familjen styltflugor. Inga underarter finns listade i Catalogue of Life.